# 香春町
香春町（日语：／ Kawara machi */?）是屬福岡縣田川郡的一町。

## 歷史
1866年長州征討中，曾因長州藩奪下小倉城，令小倉藩不得不暫時退守至此，使此地一度成為藩政的中樞。

### 年表
- 1889年4月1日：實施町村制，現在的轄區在當時分屬：田川郡香春村、勾金村、採銅所村。
- 1898年7月22日：香春村改制為香春町。
- 1956年9月30日：香春町和勾金村、採銅所村合併為新設置的香春町。

### 變遷表
| 1889年以前 | 1889年4月1日 | 1889年 - 1926年      | 1926年 - 1944年      | 1945年 - 1954年      | 1955年 - 1988年      | 1989年 - 現在        | 現在                 |
| ---------- | ------------ | -------------------- | -------------------- | -------------------- | -------------------- | -------------------- | -------------------- |
|            | 香春村       | 1898年7月22日 香春町 | 1898年7月22日 香春町 | 1898年7月22日 香春町 | 1956年9月30日 香春町 | 1956年9月30日 香春町 | 1956年9月30日 香春町 |
|            | 勾金村       |                      |                      |                      | 1956年9月30日 香春町 | 1956年9月30日 香春町 | 1956年9月30日 香春町 |
|            | 採銅所村     |                      |                      |                      | 1956年9月30日 香春町 | 1956年9月30日 香春町 | 1956年9月30日 香春町 |

## 交通

### 鐵路
- 九州旅客鐵道
  - 日田彥山線：採銅所車站 - 香春車站 - 一本松車站
- 平成筑豐鐵道
  - 田川線：柿下溫泉口車站 - 勾金車站

|  |  |

過去曾有國鐵添田線通過，但已於1985年停止營運。
- 國鐵
  - 添田線：香春車站

## 教育

### 高等學校
- 福岡縣立田川高等學校

## 本地出身之名人
- 中西績介：前日本眾議院議員，曾任總務廳長官
- 生原昭宏：致力於日本與美國間的棒球交流，入選日本棒球名人堂。

## 外部連結
- （日語） 香春町商工會 （页面存档备份，存于）